# ساي بنتلي
ساي بنتلي (بالإنجليزية: Cy Bentley)‏ هو لاعب كرة قاعدة أمريكي، ولد في 23 نوفمبر 1850 في نيو هيفن في الولايات المتحدة، وتوفي في 26 فبراير 1873 في ميدلتاون في الولايات المتحدة بسبب سل.

## وصلات خارجية
- ساي بنتلي على موقعبيزبول رفرنس.كوم (الدوري الرئيسي) (الإنجليزية)